# 阿夫勒尔围城战
阿夫勒尔围城战（英語：Siege of Harfleur）是英法百年戰爭時期的一場戰役，發生在1415年8月18日─9月22日。這場戰役是百年戰爭第三階段（蘭開斯特時期）的第一場軍事行動，也宣告這場歷時超過一世紀的戰爭進入後半階段。圍城戰由法軍在諾曼第的阿夫勒尔港向英軍投降結束。

## 背景
英王亨利五世和法蘭西談判失敗後，他藉其曾祖父愛德華三世之名主張法蘭西王位繼承權。然而事實上過去數名英格蘭國王依據布勒丁尼條約想以放棄法蘭西王位繼承權來確保阿基坦與其他法蘭西土地的所有權。1414年春天，亨利五世召開大諮議會討論入侵法蘭西，但貴族們堅持要他再繼續和法蘭西談判，並調整他的主張。在後續的談判中，亨利五世提到他願意放棄主張法蘭西王位繼承權，但是法蘭西必須向他支付160萬金幣作為約翰二世的贖金（他在1356年的普瓦捷戰役被俘，但已於1364年逝世），並割讓諾曼第、图赖讷、安茹、布列塔尼、法蘭德斯、阿基坦地區給英格蘭。亨利五世將和查理六世最年輕的女兒凱瑟琳公主結婚，並收取二百萬金幣為嫁妝。法蘭西回應他們考慮寬大地下嫁凱瑟琳公主，並提供六十萬金幣的嫁妝，以及阿基坦地區。1415年，談判遭到凍結，因為英方認為法蘭西嘲諷他的主張且愚弄亨利五世。1414年12月，英格蘭議會被說服授予亨利五世「雙倍補貼」，給他傳統稅率的兩倍稅收以協助他回收法蘭西的繼承權。1415年4月19日，亨利五世再次向大諮議會要求對法蘭西發動制裁戰爭，在這次得到同意。

## 戰鬥準備
1415年8月13日週二，亨利五世在諾曼地地區塞納河河口登陸。他們並帶了2000披甲戰士與6000弓箭手前往攻擊阿夫勒尔。法軍100名守軍得到兩名資深騎士德托特維爾與高庫爾的支援，並帶來300名援軍。

## 圍城戰
8月18日，克拉倫斯公爵蘭開斯特的湯瑪士帶領部分軍隊到城鎮東部遠處設立營地。法軍的補給物資，包含火炮、火藥、弩弓與箭矢都被奪取。
圍城戰的詳情不明，但似乎依照標準中世紀後期的圍城模式進行。當城牆被12門火炮與傳統攻城器械嚴重損毀後，亨利五世計畫在圍城滿一個月的日子發動總攻擊。但城鎮指揮官要求會談，結果雙方同意若法軍並未在9月23日到來，城鎮將會向英軍投降。
阿夫勒尔在9月22日開城投降，騎士們被暫時釋放去募集贖金，願意向亨利五世宣誓效忠的鎮民可以留下，其餘則被命令離開。

## 後續
圍城戰期間，痢疾疫情在英軍內嚴重蔓延，在圍城戰後仍持續帶給他們不良影響。亨利五世可能在這場圍城戰中因痢疾失去三到四分之一的人手。亨利在城鎮留下少量駐軍並在10月8日週一帶領剩下的人前往加萊。他嘗試找尋一座沒有防禦或守備薄弱的橋樑或淺灘度過索姆河，期望能夠悄悄繞過法軍。雖然他成功跨過索姆河，但沒能繞過法軍主力，被迫在阿金庫爾戰役一戰。

## 大眾文化
這場戰役是威廉·莎士比亞所作《亨利五世》的重要橋段，也被納入所有改編電影中，包含1944年勞倫斯·奧利維爾導演並主演的版本，1989年肯尼斯·布萊納的版本，以及2012年的英國電視電影《虛空王冠》。此戰役亦於歷史小說中被描述，例如伯納德．康威爾著《Azincourt》（2008），邁克爾·考克斯所著兒童版小說《My Story: A Hail of Arrows: Jenkin Lloyd, Agincourt, France 1415》，以及丹麥小說《The Highest Honour》（2009）。